# مارکو لیتلی
مارکو لیتلی (ایتالیایی: Marco Lietti؛ زادهٔ ۲۰ آوریل ۱۹۶۵) دوچرخه‌سوار اهل ایتالیا است.